# Mark Lester

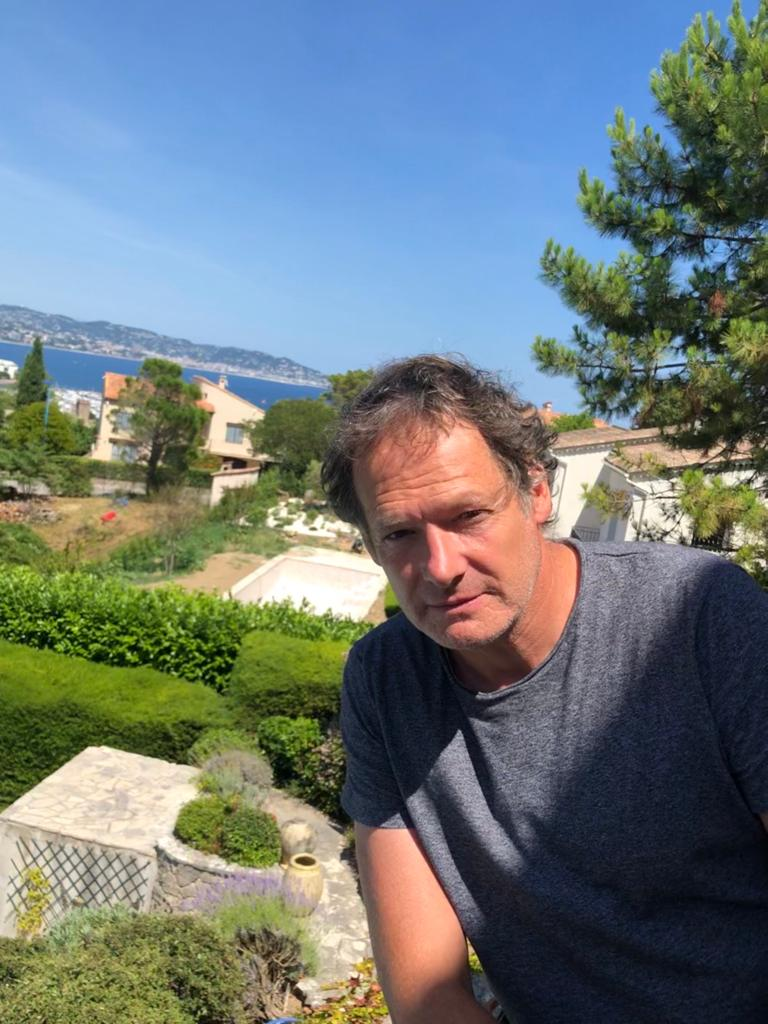
Lester (2022)

Mark A. Letzer (ur. 11 lipca 1958 w Oksfordzie) – brytyjski aktor dziecięcy.
Znany przede wszystkim jako odtwórca tytułowej roli w nagrodzonym Oscarem filmie Oliver!. Po zakończeniu kariery aktorskiej w latach 80. zdobył uprawnienia kręgarskie, a w 1993 założył gabinet akupunktury w uzdrowisku Cheltenham.

## Filmografia
- 1968: Oliver! jako Oliver Twist
- 1969: Dziki i swobodny (Run Wild, Run Free) jako Philip Ransome
- 1977: Książę i żebrak (Crossed Swords) jako książę Edward Tudor oraz jako Tom Canty (podwójna rola)
- 2012: 1066 jako Harold Godwinson